# Ruota d'Oro
La Ruota d'Oro - Gran Premio Festa del Perdono è una corsa in linea maschile di ciclismo su strada che si svolge ogni anno a Terranuova Bracciolini, in Italia. Storicamente riservata ai ciclisti dilettanti, dal 2005 fa parte del circuito UCI Europe Tour, fino al 2012 come gara di classe 1.2 e a partire dal 2013 come gara 1.2U, aperta quindi ai soli ciclisti Under-23.

## Albo d'oro
Aggiornato all'edizione 2024.
| Anno | Vincitore                             | Secondo                               | Terzo                                 |
| ---- | ------------------------------------- | ------------------------------------- | ------------------------------------- |
| 1975 | Clyde Sefton                          |                                       |                                       |
| 1976 | Lucio Di Federico                     |                                       |                                       |
| 1977 | Giuseppe Mori                         |                                       |                                       |
| 1978 | Uriano Goffetti                       |                                       |                                       |
| 1979 | Giorgio Zanotti                       |                                       |                                       |
| 1980 | Giuseppe Mori                         |                                       |                                       |
| 1981 | Giuseppe Petito                       |                                       |                                       |
| 1982 | Federico Longo                        |                                       |                                       |
| 1983 | Giancarlo Montedori                   |                                       |                                       |
| 1984 | Søren Lilholt                         |                                       |                                       |
| 1985 | Andrzej Serediuk                      |                                       |                                       |
| 1986 | Daniele Piccini                       |                                       |                                       |
| 1987 | Mario Cipollini                       |                                       |                                       |
| 1988 | Giorgio Furlan                        |                                       |                                       |
| 1989 | Gianluca Pianegonda                   |                                       |                                       |
| 1990 | Marino Marcozzi                       |                                       |                                       |
| 1991 | Claudio Camin                         |                                       |                                       |
| 1992 | Gian Matteo Fagnini                   | Gabriele Della Valle                  | Alessandro Bertolini                  |
| 1993 | Peter Luttenberger                    | Daniele Giacomini                     | Lars Michaelsen                       |
| 1994 | Marino Beggi                          | Alessandro Varocchi                   | Oleh Pankov                           |
| 1995 | Stefano Faustini                      | Gianpaolo Mondini                     | Andrea Zatti                          |
| 1996 | Dimitri Pavi Degl'Innocenti           | Davide Pierige                        | Daniele De Paoli                      |
| 1997 | Raivis Belohvoščiks                   | Guido Trentin                         | Daniele Righi                         |
| 1998 | Gianluca Tonetti                      | Rinaldo Nocentini                     | Daniele Zerbetto                      |
| 1999 | Giorgio Feliziani                     | Evgenij Petrov                        | Daniele Righi                         |
| 2000 | Luca Barattero                        | Allan Oras                            | Ruslan Pidhornyj                      |
| 2001 | Denis Bondarenko                      | Domenico Passuello                    | Manuele Mori                          |
| 2002 | Giairo Ermeti                         | Aleksandr Baženov                     | Giulio Tomi                           |
| 2003 | Pasquale Muto                         | Alex Gualandi                         | Jure Zrimšek                          |
| 2004 | Paolo Bailetti                        | Rocco Capasso                         | Marco Biceli                          |
| 2005 | Branislaŭ Samojlaŭ                    | Alessio Signego                       | Eros Capecchi                         |
| 2006 | Sergej Kolesnikov                     | Aleksej Ščebelin                      | Andrej Kljuev                         |
| 2007 | Davide Bonuccelli                     | Andrius Buividas                      | Henry Frusto                          |
| 2008 | Ben Gastauer                          | Aleksandr Serebrjakov                 | Edoardo Girardi                       |
| 2009 | Emanuele Moschen                      | Alfredo Balloni                       | Gianluca Brambilla                    |
| 2010 | Francesco Manuel Bongiorno            | Matteo Trentin                        | Gabriele Pizzaballa                   |
| 2011 | Antonino Parrinello                   | Carmelo Consolato Pantò               | Devid Tintori                         |
| 2012 | Mattia Cattaneo                       | Vjačeslav Kuznecov                    | Andrea Fedi                           |
| 2013 | Andrea Toniatti                       | Luca Chirico                          | Valerio Conti                         |
| 2014 | Giacomo Berlato                       | Roman Kustadinčev                     | Jordan Sarrou                         |
| 2015 | Simone Velasco                        | Seid Lidze                            | Cristian Raileanu                     |
| 2016 | Vincenzo Albanese                     | Andrea Vendrame                       | Michele Corradini                     |
| 2017 | Nicolás Tivani                        | Filippo Rocchetti                     | Luca Raggio                           |
| 2018 | Samuele Zoccarato                     | Clément Champoussin                   | Filippo Rocchetti                     |
| 2019 | Nicola Venchiarutti                   | Samuele Zambelli                      | Francesco Di Felice                   |
| 2020 | annullata per la Pandemia di COVID-19 | annullata per la Pandemia di COVID-19 | annullata per la Pandemia di COVID-19 |
| 2021 | Andrea Piccolo                        | Antonio Puppio                        | Martin Marcellusi                     |
| 2022 | Jordan Labrosse                       | Anders Foldager                       | Alex Tolio                            |
| 2023 | Gil Gelders                           | Francisco Peñuela                     | Florian Samuel Kajamini               |
| 2024 | Roman Ermakov                         | Travis Stedman                        | Alessandro Pinarello                  |